# Gret Palucca
Gret Palucca, pseudonimo di Margarethe Paluka (Monaco di Baviera, 8 gennaio 1902 – Dresda, 22 marzo 1993), è stata una ballerina e insegnante tedesca, nota per la sua scuola di danza fondata a Dresda nel 1925.

## Biografia
Nata a Monaco di Baviera, trascorse i suoi primi anni a San Francisco, per poi trasferirsi con la madre a Dresda nel 1909. Dal 1917 al 1918 frequentò la scuola di Margarete Balsat per le ragazze dell'alta borghesia di Dresda e studiò danza con Heinrich Kröller dal 1914 al 1916.
Dal 1921, anno in cui assunse il nome di Gret Palucca, fino al 1923 studiò con Mary Wigman e si esibì con il suo gruppo di danza da camera.
Nel 1924 sposò Friedrich Bienert, un commerciante che lavorava nei mulini di suo padre. Tramite sua suocera Ida Bienert entrò in contatto con la cerchia degli artisti del Bauhaus.
Nel 1925 fondò la sua scuola di danza con il sostegno del marito, e nel 1927 inaugurò una succursale della sua scuola a Berlino. Nel 1931 venne aperta un'altra filiale a Stoccarda.
Nel 1939, a causa delle sue origini ebraiche, le autorità nazionalsocialiste chiusero le sue scuole e non le fu permesso di insegnare, tuttavia le fu concesso di ballare e nel 1936 apparve persino ai Giochi Olimpici di Berlino.
Nel 1945, durante il bombardamento di Dresda, Palucca perse tutti i suoi averi. Nel dopoguerra la sua scuola si concentrò sullo stile russo del balletto.
Divenne membro fondatore dell'Accademia delle arti della Repubblica Democratica Tedesca. Nel 1959 i funzionari della politica culturale della DDR fecero sì che la sua scuola di danza operasse in stile sovietico. Per ottenere supporto per le sue richieste, Palucca si recò brevemente nella Germania Ovest. Fu inoltre membro fondatore dell'Akademie der Künste di Berlino e nel 1965 fu eletta membro della Deutsche Akademie der Darstellenden Künste di Amburgo.
Morì nel 1993 a Dresda.
Tra i suoi studenti vi furono Ruth Berghaus, Lotte Goslar e Dore Hoyer.